# N-Methyltyramin
N-Methyltyramin ist eine chemische Verbindung aus der Gruppe der Phenylethylamine.

## Vorkommen

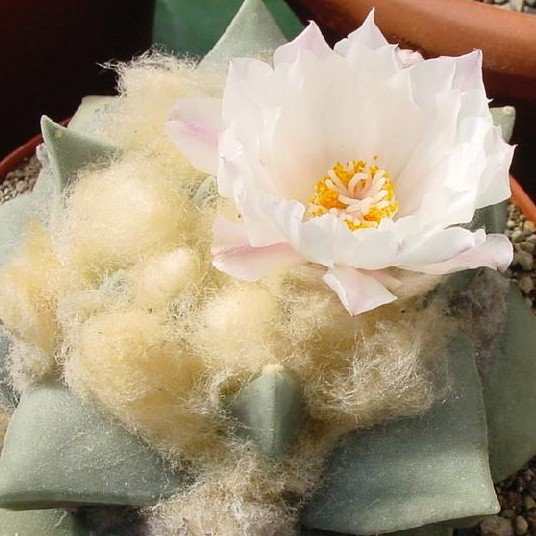
Ariocarpus (Blüte)

Es kommt natürlich in Pflanzen der Gattung Ariocarpus und in vielen Keimpflanzen zusammen mit anderen Verbindungen wie Tyramin, Hordenin (N,N-Dimethyltyramin) und Candicin vor.

## Synthese
Es entsteht durch Methylierung von Tyramin.

## Verwendung
In der chinesischen Medizin wird ein Einfluss auf das kardiovaskuläre System untersucht.